# Neostylopyga maculifrons
Neostylopyga maculifrons är en kackerlacksart som först beskrevs av Hanitsch 1931.  Neostylopyga maculifrons ingår i släktet Neostylopyga och familjen storkackerlackor. Inga underarter finns listade i Catalogue of Life.